# Leskeodon ponapensis
Leskeodon ponapensis là một loài rêu trong họ Daltoniaceae. Loài này được H.A. Mill. mô tả khoa học đầu tiên năm 1978.